# Артилерійська слобода
Артилерійська слобода (крим. Artıleriyska maallesı) — історична місцевість у складі Ленінського району міста Севастополь.

## Опис
На карті Севастополя 1913 слобода з такою назвою показана в районі, що знаходився між сучасною площею Пирогова і вулицею Комуністична, на схід від ділянки вулиці Льва Толстого, що проходить в цьому районі.
Артилерійська слобода знаходилася приблизно в однаковій відстані від Бастіона 5, Редута Шварца, Бастіона 4 і Язонівського редута, розташованих по колу щодо Артилерійської слободи.
Мабуть, у відновленому після Кримської війни Севастополі місце розташування Артилерійської слободи змінилося.